# الجزائر (المنيا)
قرية الجزائر  هي إحدي القرى التابعة لمركز سمالوط بمحافظة المنيا في جمهورية مصر العربية. حسب إحصاءات سنة 2006، بلغ إجمالي السكان في الجزائر 15100 نسمة، منهم 7871 رجل و7229 امرأة.